# Deshamanya
Deshamanya (singhalesisch දේශමාන්‍ය Umschrift: Dēshamāṉya; Tamil தேசமான்ய Umschrift: Tēcamāṉya; dt. etwa: „Stolz der Nation“) ist die zweithöchste Auszeichnung von Sri Lanka, die von der Regierung als Ehrung besonderer Bürger vergeben wird. Sie wird für „höchst ehrenhaften Dienst“ vergeben und wird gewöhnlich als Titel dem Namen vorangestellt.

## Geehrte Persönlichkeiten
1986
- P. R. Anthonis, Arzt und Wissenschaftler[2]
- Gamani Corea, Ökonom, Beamter und Diplomat
- M. C. M. Kaleel
- Malage George Victor Perera Wijewickrama Samarasinghe
- Miliani Sansoni, Oberster Richter von Sri Lanka (Chief Justice)
- Victor Tennekoon, Oberster Richter

1987
- Edwin Felix Dias Abeysinghe
- Neville Kanakeratne, Diplomat
- V. Manicavasagar, Richter des Obersten Gerichtshofes, Chancellor der University of Jaffna
- Wijetunga Mudiyansela Tillekeratne

1988
- Hector Wilfred Jayewardene, Rechtsanwalt, Mitglied der UN-Menschenrechtskommission
- Tampiah Sivagnanam

1989
- Shiva Pasupati, Solicitor General of Sri Lanka, Attorney General of Sri Lanka[2]

1990
- Sepala Attygalle, Kommandant der Armee
- Nandadeva Wijesekera
- Badi-ud-din Mahmud, Politiker, Minister of Education
- Baku Mahadeva
- Nanayakkara Wasam James Mudalige

1991
- E. L. Senanayake, Politiker, Speaker of the Parliament of Sri Lanka
- Montague Jayawickrama
- K. W. Devanayagam
- Nissanka Wijeyeratne, Politiker
- Sivagamie Verina Obeyasekera
- Christopher Weeramantry
- Neville Ubesinghe Jayawardena
- Ivan Samarawickrema
- Chandrapal Chanmugam
- Abdul Caffoor Mohamad Ameer

1992
- Abdul Bakeer Markar, Politiker
- Hewa Komanage Dharmadasa
- Ananda Weihena Palliya Guruge
- E. L. B. Hurulle
- Abdul Majeed Mohamed Sahabdeen
- Suppiah Sharvananda
- Linus Silva
- Nissanka Wijewardena

1993
- Geoffrey Bawa, Architekt
- C. A. Coorey
- Felix Stanley Christopher Perera Kalpage
- H. W. Thambiah
- Richard Udugama, Generalmajor
- Ponna Wignaraja
- Noel Wimalasena

1994
- Jayantha Kelegama
- Lalith Kotelawala, Geschäftsmann
- Nandadasa Kodagoda, Wissenschaftler
- Godfrey Gunatilleke
- Arulanandam Yesuadiam Samuel Gnanam
- Nugegoda Gabadage Pablis Panditharatna
- Surendra Ramachandran
- Deraniyagalage Basil Ivor Pieris Samaranayake Siriwardhana

1996
- Duleep Mendis, Kapitän der Cricket-Nationalmannschaft
- Arjuna Ranatunga, Kapitän der Cricket-Nationalmannschaft

1998
- Charitha Prasanna de Silva
- Ken Balendra, Geschäftsmann
- Doreen Winifred Wickramasinghe
- Thamara Kumari Illangaratne
- Elanga Devapriya Wickremanayake
- R. K. W. Goonesekera, Wissenschaftler, Rechtsanwalt
- Vernon Mendis, Diplomat
- H. L. de Silva, Diplomat
- A. T. Kovoor, Wissenschaftler
- Ranjit Abeysuriya, Rechtwsanwalt
- Duncan White, Gewinner bei den olympischen Spielen 1948
- Christopher Rajindra Panabokke
- W. D. Amaradeva
- Chitrasena (1921–2005), Tänzer

2005
- Kamalika Priyaderi Abeyaratne
- William Alwis
- Mahesh Amalean, Ingenieur und Industrieller
- Sohli E. Captain
- Radhika Coomaraswamy, Wissenschaftler, Menschenrechts-Aktivist, Untergeneralsekretär der Vereinten Nationen
- Lalith de Mel
- Rohan de Saram, Cellist
- Chandrananda de Silva
- Ashley de Vos, Architekt
- Jayaratne Banda Dissanayake
- M. T. A. Furkhan
- D. Basil Goonesekera
- Cyril Herath, Inspector General der Polizei
- Asoka Kanthilal Jayawardhana
- A. S. Jayawarden, Ökonom und Beamter
- Harry Jayawardena, Geschäftsmann
- Nihal Jinasena, Industrieller und Sportler
- Premasiri Khemadasa, Komponist
- W. D. Lakshman
- Paddy Mendis, Air Chief Marshal
- Sunil Mendis, Governor of the Central Bank of Sri Lanka
- J. B. Peiris, Neuro-Wissenschaftler
- M. D. D. Peiris
- Denis Perera, Lieutenant General
- P. Ramanathan, Richter des Supreme Court und Provincial Governor
- P. Deva Rodrigo
- Mano Selvanathan
- A. H. Sheriffdeen, Arzt, Wissenschaftler und Ehrenamtlicher Arbeiter
- Roland Silva

- Bradman Weerakoon
- Kandekumara Hapudoragamage Jothiyarathna Wijayadasa
- Ray Wijewardene, Wissenschaftler, Ingenieur

2007
- James Peter Obeyesekere III, Politiker und Flieger

2017
- Abbasally Akbar[3]
- K. M. de Silva
- Tissa Devendra
- Colvin Goonaratna
- Amaradasa Gunawardana
- Devanesan Nesiah
- Nandadasa Rajapaksha
- Priyani Soysa
- Latha Walpola
- Mineka Presantha Wickramasingha
- Bhanuka Wimalasooriya

2019
- Indrajit Coomaraswamy
- Ajith De Soyza
- Merrill J. Fernando
- Mohan Munasinghe
- Moragoda Christopher Walter Pinto
- Surath Wickremesinghe